# Andrei Prepeliță
Andrei Prepeliță (Slatina, 1985. december 8. –) visszavonult román válogatott labdarúgó.
A román válogatott tagjaként részt vett a 2016-os Európa-bajnokságon.

## A válogatottban
Victor Pițurcă edző irányítása alatt debütált a válogatottban, csereként Ovidiu Hobant váltotta a 84. percben a Görögország elleni 1–0-ás idegenbeli győzelemmel végződő EB-selejtezőn. Összesen öt mérkőzésen játszott a 2016-os EB-selejtezőkön, később Anghel Iordănescu beválogatta Románia EB keretébe. Utolsó mérkőzését a nemzeti csapatban a 2016-os EB-n Svájc ellen játszotta. Összesen 14 mérkőzésen játszott román válogatottban.

## Edzőként
2020 decemberében lett az Argeș Pitești vezetőedzője. A 2021–22-es szezonban a 6. helyen végzett, és először sikerült rájátszásba juttatnia a csapatot. 2022. október 26-án felbontották a szerződését.
2023. június 20-án a Gloria Buzău vezetőedzője lett.

## Magánélete
Édesapja, Constantin szintén labdarúgó volt, aki 200 Liga I-es mérkőzésen lépett pályára és 32 gólt szerzett az Olt Scornicești színeiben. Andrei-t édesapja edzette, amíg a CȘS Slobozia játékosa volt.

## Sikerei, díjai
Steaua București
- Román bajnok (3): 2012–13, 2013–14, 2014–15
- Román kupa (1): 2014–15
- Román szuperkupa (1): 2013
- Román ligakupa (1): 2014–15

Ludogorec Razgrad
- Bolgár bajnok (1): 2015–16
- Bolgár szuperkupa (ezüstérmes): 2015